# Every Best Single +3
『Every Best Single +3』（エヴリ・ベスト・シングル プラススリー）は、日本の音楽グループEvery Little Thingのベスト・アルバム。1999年3月31日にavex traxから発売された。
2004年1月28日にはDVD-Audio仕様で再発売された。

## 概要
- Every Little Thingの初のベスト・アルバム。1996年から1999年までに発表されたシングルの一曲目のみが収録されている。
- 一見、シングル曲はリリース順に収録されているようだが、五十嵐の意向で、7thシングル「Face the change」・8thシングル「Time goes by」と、11thシングル「Over and Over」・12thシングル「Someday, Someplace」の順番が入れ替わっており、「Feel My Heart」から「Time goes by」がカセットテープのA面として、「Face the change」から「Dedicate (Instrumental)」までをB面になるように収録されている[2]。
- また、ボーナストラックとして「キモチ」とインストゥルメンタル2曲の合わせて3曲が入っている（実質、完全な未発表の新曲でありタイトルの「+3」はここから）[2]。
- オリコン初登場1位を記録し、初動で100万枚を超えている。ランクイン最終週25週目（1999年9月27日付）までの累計売上枚数は214万4,160枚。シングル・アルバムを全て含めても、『Time to Destination』に続く第2位の売上となっている[3]。
- 日本レコード協会からも、1999年4月に2ミリオン（200万枚突破）の認定を受けている[4]。
- 両A面の『Shapes Of Love/Never Stop!』の「Never Stop!」は『everlasting』からのリカットであるため、収録されていない。
- スリーブケース仕様。
- アジア盤のみ、ボーナス・トラック[注釈 1]として「All along」が収録されている。

## 収録曲
- 全曲作詞・作曲・編曲：五十嵐充（特記以外）
- 収録合計時間：63:28[注釈 2]

1. Feel My Heart (4:24)
1stシングル。シングル・バージョンはアルバム初収録。
「ヴァーナル」CMソング、TBS系『COUNT DOWN TV』1996年8月度エンディングテーマ。
2. Future World (4:08)
2ndシングル。
TDK「TDK's MD」CMソング。
3. Dear My Friend (3:49)
3rdシングル。シングル・バージョンはアルバム初収録。
「スリムビューティハウス」（飯島直子出演）CMソング、日本メナード化粧品「名古屋ウィメンズマラソン2019」企業CM[5]。
4. For the moment (4:33)
4thシングル。
森永製菓「ICE BOX」CMソング。
5. 出逢った頃のように (4:25)
5thシングル。
森永製菓「ICE BOX」CMソング。
6. Shapes Of Love (4:59)
6thシングル1曲目。
テレビ朝日系 月曜ドラマ・イン『研修医なな子』主題歌。
7. Time goes by (5:12)
8thシングル。シングル・バージョンはアルバム初収録。
トヨタ「NEW HILUX SURF SSR-V」CFソング、フジテレビ系列木曜10時ドラマ『甘い結婚』主題歌（1998年1月8日 - 同3月19日放送）、ソフトバンクモバイルCFソング[注釈 3]、エヌ・シー・ソフト ハートフルプライス（リネージュII・タワー オブ アイオン）CFソング[注釈 3]。
8. Face the change (4:21)
7thシングル。シングル・バージョンはアルバム初収録。
TOYOTA「HILUX SURF SSR-V」CFソング、テレビ朝日系『27時間テレビ 熱血チャレンジ宣言'97』オープニングテーマ（チャレンジver.）。
9. FOREVER YOURS (4:58)
9thシングル。アルバム初収録。
シーブリーズ 1998年度CMソング。
10. NECESSARY (3:47)
10thシングル。アルバム初収録。
TOYOTA「HILUX SURF」CFソング。
11. Someday, Someplace (4:33)
12thシングル。アルバム初収録であり、本作の先行シングル。
TOYOTA「HILUX SURF」CFソング、日本メナード化粧品「名古屋ウィメンズマラソン2018」企業CM[6]。
12. Over and Over (4:44)
11thシングル。アルバム初収録。
読売テレビ・日本テレビ系列月曜10時ドラマ『ボーダー 犯罪心理捜査ファイル』エンディング・テーマ（1999年1月11日 - 同年3月8日放送）。
13. (When) Will It Rain (Instrumental) (2:38)
作曲: 伊藤一朗・編曲: 伊藤一朗・桑島幻矢
完全未発表の新録曲。
インストゥルメンタル。
14. キモチ (4:05)
作詞: 持田香織
完全未発表の新録曲。panacheの「Don't You Worry」のカバー。
資生堂「ヌーヴネールカラー」CMソング。
15. Dedicate (Instrumental) (2:52)
完全未発表の新録曲。インストゥルメンタル。
16. All along (4:33)
アジア盤のみ収録のボーナス・トラック[注釈 1]。
2ndアルバム『Time to Destination』収録曲。
森永製菓「ICE BOX」CMソング。

## 参加ミュージシャン
Every Little Thing
- 持田香織：Vocal
- 伊藤一朗：Guitar
- 五十嵐充：Keyboard & Programming